# Oncinopus neptunus
Oncinopus neptunus är en kräftdjursart som beskrevs av Adams och White 1848. Oncinopus neptunus ingår i släktet Oncinopus och familjen Inachidae. Inga underarter finns listade i Catalogue of Life.